# Marietta Stow
Marietta L. B. Stow (15 octobre 1837 dans l'État de New York, - 27 décembre 1902 à Oakland en Californie) est une politicienne américaine et une militante des droits des femmes. Tout au long de sa carrière en droit et en politique, elle a plaidé pour le vote des femmes, l'accès aux fonctions politiques et la réforme du droit.
Stow a présenté sa candidature pour le poste de gouverneur de Californie en 1882, pour le parti politique indépendant des femmes. Avec Clara S. Foltz elle a nommé Belva Ann Lockwood pour la présidence des États-Unis. Elle a finalement soutenu Lockwood au niveau national pour le Parti de l'égalité des droits comme candidate à la vice-présidence pour l'élection présidentielle américaine de 1884. Stow a été la première femme à briguer la vice-présidence des États-Unis. Le programme de l'Equal Rights Party comprenait l'égalité des droits pour les hommes et les femmes, une réduction du trafic d'alcool, des lois uniformes sur le mariage et divorce pour tout le pays, et la « paix universelle ». Elle a reçu environ 4000 voix au niveau national.
En 1892, elle a été une nouvelle fois candidate à la vice-présidence, nommé par la « convention de nomination nationale des suffragettes » le 21 septembre à l'hôtel de Willard de Boonville à New York, présidée par Anna M. Parker, présidente de la convention. Cette fois, Victoria Woodhull arrive en tête de liste.
Elle a été rédactrice en chef de la publication, Women's Herald of Industry. Elle a créé un régime appelé « cold trucks ».